# Mike Smith (Sänger)
Michael George Smith (* 6. Dezember 1943 in Edmonton, North London; † 28. Februar 2008 in Aylesbury, Buckinghamshire) war ein britischer Sänger, Komponist und Musikproduzent. In den 1960er-Jahren war Smith der Leadsänger und Keyboarder der Band The Dave Clark Five, die neben den Beatles zu den Vertretern der British Invasion zählte.

## Biografie
Smith begann mit fünf Jahren mit dem Klavierspiel. Später nahm er Unterricht in klassischem Piano und wurde im Alter von 13 Jahren am Trinity Music College in London angenommen. Im Alter von 17 Jahren wurde er von Dave Clark, mit dem er im selben Fußballteam gespielt hatte, dazu eingeladen, dessen Band Dave Clark Five als Leadsänger und Keyboarder beizutreten. Smiths Gesangsstil zeigte dabei deutliche Einflüsse von Elvis Presley.
Nachdem sich die Band 1970 aufgelöst hatte, spielte Smith einige Jahre lang weiter zusammen mit Clark, nun unter dem Namen „Dave Clark & Friends“. Ab 1976 arbeitete er als Musikproduzent und Komponist für Jingles in der Fernsehwerbung.
2003 stürzte er in seinem Wohnsitz in Spanien so unglücklich, dass er sich eine Querschnittlähmung zuzog, von deren Folgen er sich nie wieder erholte. Erst nach vier Jahren Behandlung wurde er am 6. Dezember 2007 aus dem Krankenhaus entlassen. Am 28. Februar 2008 starb er an Komplikationen – elf Tage, bevor er als Mitglied der Dave Clark Five in die Rock and Roll Hall of Fame aufgenommen werden sollte.